# Меламін
Ця стаття про хімічну сполуку меламін. Назва «меламін» може також використовуватись для позначення пластмаси меламінова гума.
Також не плутати з пігментом меланіном та гормоном мелатоніном.
Меламі́н — органічна основа та тример ціанаміду, зі структурою 1,3,5-тріазину. Подібно до ціанаміду, на 66 % (за масою) складається з Нітрогену. Меламін — безбарвна кристалічна хімічна речовина, що не має запаху і практично не розчинна у холодній воді та більшості органічних розчинників.

## Виробництво і використання
Сучасні виробництва меламіну використовують як сировину карбамід. При змішуванні зі смолами надає їм вогнетривких властивостей, оскільки під час горіння виділяє азот; має ще декілька застосувань у промисловості. Меламін є основою для отримання меламіно-формальдегідної смоли. Це полімерний матеріал (пластик), що використовується в меблевому виробництві — як облицювальний матеріал. Меламін використовується у виробництві вогнетривких покриттів для виробів на основі деревини та деревинних плит, а також при виробництві пластиків, паперу, текстилю, лаків і фарб, прес-композицій (посуд, підвіконня, попільнички, ґудзики, ручки, корпуси різних приладів) тощо.
Меламін використовується для просочення паперу, щоб збільшити опір вологості. За рахунок його чудових механічних і електричних властивостей, меламін використовується також і в електротехнічній промисловості.
За даними аналітико-консалтингової компанії CREON, обсяг світового ринку меламіну становить трохи менше 1,2 млн тонн. Попит на цю продукцію у світі зростає на 5-6 % на рік.
Найбільшими країнами-виробниками меламіну є Європа (37 %), Китай (30 %), Північна Америка (10 %) і Японія (9 %). Причому Китай вже зараз претендує на місце головного гравця світового ринку, оскільки зростання попиту на меламін в цій країні перевищує 8 %, а потужності — 400 тисяч тонн на рік.

## Меламін у біології
Меламін також є продуктом метаболізму пестициду циромазіну. Він утворюється в тілі ссавців, до шлунку яких потрапив циромазін. Також існують свідчення того, що циромазін може перетворюватись на меламін в рослинах.

## Отруйні властивості
Хоча власне меламін не є отруйним, проте при нагріванні і в поєднанні з іншими компонентами він може викликати захворювання. Барвники, що використовуються у виробництві меламіну, часто містять важкі метали — свинець, кадмій, манган. Посуд з меламіну при нагріванні виділяє формальдегід (меламін містить формальдегід, який використовують при виготовленні плівки ДСП і сировини для дезінфекції), що має токсичні, алергенні, мутагенні і канцерогенні властивості; перехід формальдегіду в їжу провокує екземи, захворювання верхніх дихальних шляхів, згубно впливає на роботу печінки, селезінки, нирок, шлунку.
Потенційно щоденне вживання протягом тривалого часу їжі, що містить меламін, або — з меламінового посуду може призвести до отруєння. Симптоматика отруєння меламіном — блювання після вживання, загальна млявість, надмірне вживання води.
У 2007 році через вживання виробленого в Китаї корму із вмістом меламіну захворіли і загинули тисячі собак і кішок в США. Як стало відомо, меламін додавався китайськими виробниками для штучного підвищення показників протеїну в кормах для тварин та харчових продуктах.
В реакції з циануровою кислотою меламін утворює цианурат меламіну, який було знайдено в експортованих з Китаю харчових продуктах. Скандал з меламіном у Китаї почався з молочної промисловості — четверо немовлят загинули і 20 тисяч дітей потрапили до лікарень внаслідок того, що хімікат додавали до молочних сумішей; було виявлено, що система безпеки харчової промисловості Китаю абсолютно не відповідає стандартам — за даними китайських державних засобів інформації промисловий хімікат меламін до білкового корму для тварин додавався постійно.

## Скандали
У 2008 в КНР мав місце скандал, спричинений додаванням китайськими виробниками молока до цього продукту меламіну, через що отруїлися тисячі дітей та 6 загинули.